# Düsterer See
Der Düstere See ist ein See bei Schuckmannshöhe im Landkreis Vorpommern-Greifswald in Mecklenburg-Vorpommern.
Das etwa 2,7 Hektar große Gewässer befindet sich im Gemeindegebiet von Krackow, 300 Meter nördlich vom Ortszentrum in Schuckmannshöhe entfernt. Der See hat keine natürlichen Ab- oder Zuflüsse, aber am östlichen Ufer eine Badestelle. Die maximale Ausdehnung des Düsteren Sees beträgt etwa 250 mal 200 Meter. Der See ist zudem als ein Angelgewässer ausgeschrieben und beherbergt Rotauge, Brachse, Schleie, Barsch, Hecht, Aal, Güster und Zander.